# 단 올라루
단 올라루(루마니아어: Dan Olaru, 1996년 11월 11일~)는 몰도바의 양궁 선수이다. 2012년, 2020년, 2024년 하계 올림픽 양궁 남자 개인전에 참가하였다.

## 개인사
그는 루마니아와 몰도바와의 통일을 주장하며 자신은 루마니아인이라고 밝힌 바가 있다. 또한 몰도바에는 독자적인 언어는 없고 루마니아어를 사용한다고 말하였다.